# Mołdawin
Mołdawin (niem.  Maldewin ) – wieś w północno-zachodniej Polsce położona w województwie zachodniopomorskim, w powiecie łobeskim, w gminie Radowo Małe. Mołdawin jest siedzibą sołectwa do którego należy osada Mołdawinek.
W latach 1818–1945 miejscowość administracyjnie należała do Landkreis Regenwalde (Powiat Resko) z siedzibą do roku 1860 w Resku, a następnie w Łobzie, a w latach 1975–1998 administracyjnie należała do województwa szczecińskiego. W latach 1954–1959 wieś należała i była siedzibą władz gromady Mołdawin, po jej zniesieniu w gromadzie Łosośnica. 
W roku 2021 wieś miała 197 mieszkańców.  
Do Mołdawina można dojechać leśną utwardzaną drogą od drogi wojewódzkiej nr 147 Nowogard – Łobez, brukiem od drogi Kulice – Resko, oraz od Malińca.
We wsi funkcjonuje ośrodek jeździecki „Pod Kasztanami”, który prowadzi nauki jazdy konnej i dysponuje 12 końmi szkoleniowymi. Ponadto działa tu klub jeździecki Amico Mołdawin.

## Zabytki
- park pałacowy, pozostałość po  pałacu[7]